# Acordonador
En las casas de la moneda se llama acordonador a una máquina con que acordonan las piezas grabándolas un cordón sobre el canto de cada una. 
Las piezas principales del acordonador son: 
- los serrillos en número de cuatro, puestos a los lados con una canalita, en que está grabado el cordón.
- una cigüeña que gobierna y rige a una rueda o pillón.
- los dos serrillos de un lado están cogidos en una pieza que llaman corredera, porque corren en ella hasta encontrar con una plancha fija en que están los otros dos serrillos con la mitad del cordón.